# Осаджувальне титрування
Оса́джувальне титрува́ння, седиметрія — титриметричний метод, що заснований на вимірюванні об'єму титранту, який витрачається на реакцію осаджування цільового компонента розчину.
Седиметрія набула великого значення у 19 столітті — із розробкою методик, що дозволяли проводити визначення вмісту срібла та галогенідів. Нині ж вона має досить вузький спектр застосування, оскільки не повністю відповідає вимогам до методів титриметрії. Так, утворення осаду не завжди є достатньо швидким і, не менш важливо, абсолютно стехіометричним, що впливає на точність вимірювання.

## Характеристика
У загальному вигляді між титрантом і шуканим компонентом відбувається реакція, внаслідок якої випадає осад:
nA + mB → AnBm↓
До реакцій, що супроводжують утворення осаду за методом седиметрії, висуваються вимоги:
- осад повинен бути практично нерозчинним (добуток розчинності менший за 10-10 для бінарних сполук і 10-12 для інших);
- осад має випадати швидко, не утворюючи пересиченого розчину;
- на результати титрування не повинні впливати явища адсорбції та співосадження;
- мінімальне утворення осадів домішками;
- має бути можливість для застосування індикатора.

Даному переліку вимог відповідає лише незначна кількість методик. Найбільше значення серед наявних набула аргентометрія — метод визначення галогенідів шляхом утворення осадів із йонами Ag+. Менш поширеними є меркурометрія, тіоціанатометрія, а також визначення цинку при його осадженні гексаціанофератом калію:
3Zn2+ + 2K+ + 2[Fe(CN)6]4- → Zn3K2[Fe(CN)6]2↓

## Індикація

### Безіндикаторні методи
Метод рівного помутніння, розроблений Жозефом Луї Гей-Люссаком, передбачає відбирання наприкінці титрування невеликої кількості реакційної суміші, в яку після розведення додається крапля титранту для фіксації моменту, коли осад (помутніння) перестає утворюватися. Якщо помутніння в точці еквівалентності з'являється від додавання обох реактантів (як у випадку AgCl), то відбирається дві проби, в які додаються окремі реактанти і визначення продовжується до досягнення однакового помутніння в обох. Так, при осадженні AgCl до однієї проби додаються іони Ag+, а до іншої — Cl-. Метод має досить високу точність.
Титрування до точки просвітлення може застосовуватися у випадках, коли малорозчинна сполука перебуває у колоїдному стані. Наприклад, швидке утворення осаду AgI при седиметрії не відбувається через адсорбцію іонів I- на його поверхні та перешкоджання подальшій агрегації. І лише після зв'язування усіх іонів протийонами (в даному випадку Ag+) частки коагулюють і розчин миттєво просвітлюється. При достатньому розведенні розчину і перемішуванні точка просвітлення є близькою до точки еквівалентності.

### Індикаторні методи

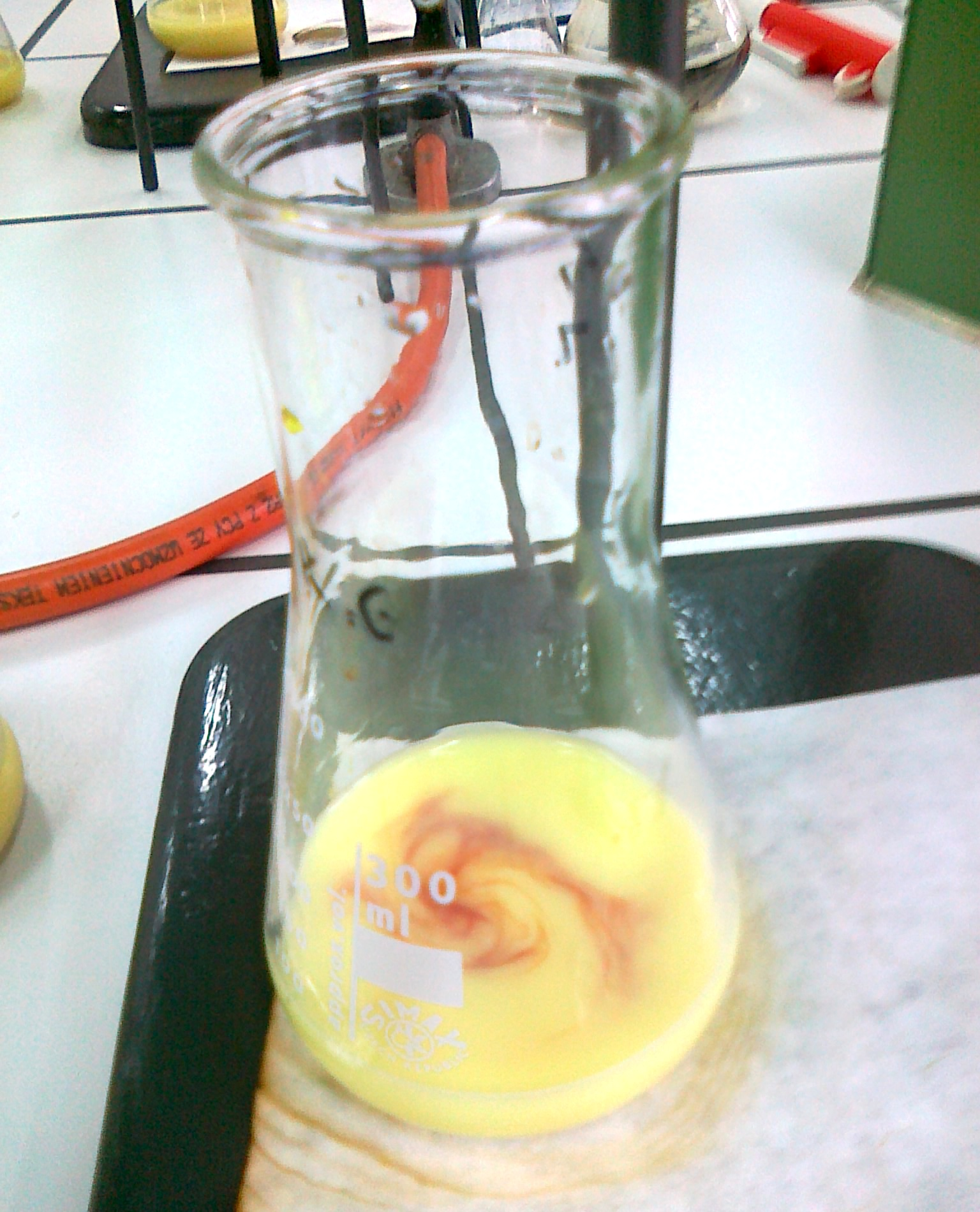
Утворення осаду хромату срібла

За методом Мора при аргентометричному визначенні до розчину додається хромат калію, який утворює цегляно-червоний осад хромату срібла Ag2CrO4 в момент, коли у розчині відтитровано всі хлорид- і бромід-йони.

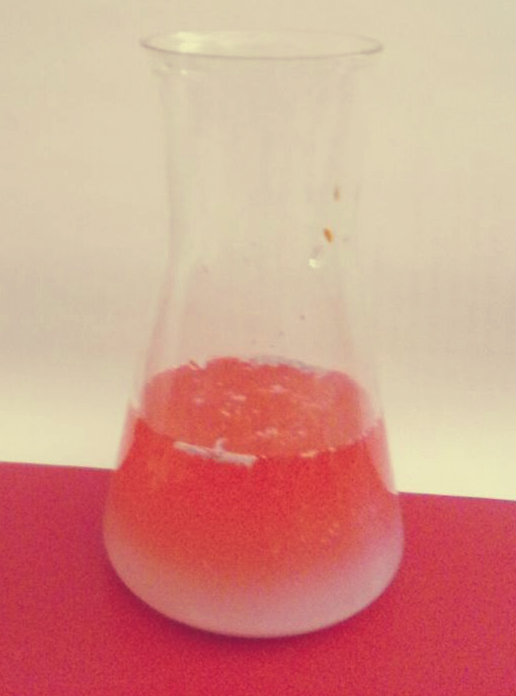
Розчин із комплексами заліза

Більше практичне значення має індикація за методом Фольгарда. Вона передбачає додавання сполук Fe3+, найчастіше у формі розчину залізоамонійних галунів NH4Fe(SO4)2·12H2O: додавання надлишкової кількості тіоціанатів після повного зв'язування іонів Ag+ у відповідний осад AgSCN, веде до утворення із Fe3+ яскраво-червоних комплексів — [Fe(SCN)3], [Fe(SCN)]2+, [Fe(SCN)2]+, [Fe(SCN)6]3- (в залежності від концентрації).
За методом Фаянса у титруванні використовують адсорбційні індикатори — сполуки, що міняють свій колір при їхній адсорбції на поверхні осаду. Для визначення хлоридів застосовують флуоресцеїн, який у розчині має жовте-зелене забарвлення, а по досягненню точки еквівалентності надає осаду червоний колір. Він застосовується у проміжку pH 7—10. У кислому середовищі (pH 4) використовується дихлорофлуоресцеїн. Визначення бромідів і тіоціанатів може провадитися з індикатором еозином, при pH 2.

### Інструментальні методи
Визначення кінцевої точки титрування можливе також потенціометрично, із використанням іон-селективного електрода.